# Full Metal Panic!
Full Metal Panic! (フルメタル・パニック！?, Furu Metaru Panikku!) è una serie di light novel, anime e manga ideati da Shōji Gatō e realizzati a partire dal 1998. Sotto conferma della casa editrice giapponese Fujimi Shobō, la serie di light novel ha riscosso un notevole successo, superando i dieci milioni di copie vendute.
In Italia, l'anime, edito da Shin Vision e in seguito da Dynit, è stato trasmesso per la prima volta in televisione dal 7 ottobre 2003 al 16 marzo 2004 sul canale MTV Italia, all'interno del contenitore Anime Night, e ivi replicato dal 18 settembre al 19 ottobre 2006. L'anime è stato pubblicato anche per la visione in streaming su internet sulla web TV on demand Popcorn TV a partire dal 20 dicembre 2010, ed era disponibile senza limiti di tempo finché non è stato rimosso nel 2012. Nel luglio 2019 è stato pubblicato su Netflix.

## Trama
La storia inizia nel 13 Heisei (2001 d.C. nell'anime) in un universo alternativo simile al nostro, ma dove la guerra fredda non è mai finita e l'URSS esiste ancora. Per salvaguardare gli equilibri mondiali è stata creata un'organizzazione non governativa, la Mithril, formata da mercenari che non parteggiano né per l'est, né per l'ovest e si possono definire paladini della libertà e della giustizia.
Tra i membri più valenti dell'organizzazione c'è Sōsuke Sagara, un ragazzo di sedici anni che sin da piccolo ha conosciuto solo campi di battaglia, specialmente in Medio Oriente, e che quindi sa ragionare solo in termini militareschi. Il ragazzo viene incaricato di proteggere Kaname Chidori, una normalissima (e bellissima) studentessa liceale giapponese, che in realtà nasconde inconsapevolmente un grande segreto. Kaname infatti è una Whispered, e nel suo cervello è custodito il segreto della Black Technology, una tecnologia talmente sofisticata da rendere obsolete perfino le armi nucleari.
Sōsuke quindi deve proteggere la ragazza, iscrivendosi nella sua stessa scuola e finendo per combinare disastri su disastri (si veda Full Metal Panic? Fumoffu) essendo infatti abituato al solo mondo militare, il ragazzo si dimostra incapace di comprendere il mondo dei civili, scambiando gesti comuni per tutti gli altri per improbabili minacce e arrivando a portare a scuola ogni genere di arma. La trama poi si dipana tra azioni spericolate, lotte contro terroristi e problemi della vita quotidiana che a causa di Sōsuke diventano grandi problemi.
Nel corso della trama, Sōsuke sarà chiamato a proteggere Kaname utilizzando gli "Arm Slave", forma abbreviata di Armored Mobile Master-Slave System, ovvero degli esoscheletri robotici dalle sembianze umane che operano in un sistema semi-master-slave. Sviluppato nei primi anni 1980 sotto l'amministrazione Reagan, l'altezza media di un Arm Slave (o abbreviato in AS) è di 8-10 metri. Questo pone che la struttura sia la più piccola in termini di dimensione in meccatronica. Le dimensioni di un Arm Slave, come indicato nell'anime è di circa 15-18 metri, in conflitto con le cifre indicate nel romanzo. Si tratta di uno dei risultati della somma di tanti pezzi diversi della Black Technology. In un certo senso, si può affermare che tutte le "tecnologie nere" sono state create in questo universo immaginario per razionalizzare l'esistenza di queste macchine umanoidi da combattimento.

## Media

### Light novel
La serie di light novel, scritta da Shōji Gatō ed illustrata da Shikidouji, è stata serializzata da Fujimi Shobō sulla rivista mensile Gekkan Dragon Magazine a partire dal 9 settembre 1998. Il 18 settembre 1998 è iniziata la pubblicazione in volumi, che si è conclusa il 20 agosto 2011 con l'uscita del 23º albo. Accanto alla pubblicazione della storia principale, in 12 romanzi brevi, la serie conta anche 9 raccolte di storie brevi, che si concentrano sull'aspetto comico della serie e 2 volumi che fanno luce sul passato di alcuni personaggi e delle organizzazioni Mithril ed Amalgam. L'edizione italiana è stata pubblicata da Panini Comics con l'etichetta Planet Manga dal 13 giugno 2013 al 25 febbraio 2016, interrompendosi al quarto volume.
Full Metal Panic! nasce come una serie di romanzi per ragazzi, detti light novel, ad opera di Shōji Gatō, che si avvale anche dei disegni di Shiki Douji per la copertina e le illustrazioni che accompagnano il testo. I romanzi si suddividono in tre categorie: quelli che trattano la trama principale e sono caratterizzati da capitoli più lunghi ed un clima più teso; le raccolte di storie brevi, i cui capitoli sono slegati gli uni dagli altri e che appartengono al genere della commedia scolastica demenziale; infine quelli ambientati prima dell'inizio della trama, che approfondiscono il passato di alcuni personaggi e narrano la nascita di Mithril ed Amalgam. La prima categoria conta dodici volumi (parte dei quali non è stata preceduta da serializzazione), la seconda ne conta nove (i cui capitoli sono detti short stories e sono stati tutti serializzati prima e pubblicate in tankōbon poi, ad eccezione degli ultimi di ogni volumetto) e l'ultima solo due (i cui capitoli sono detti side stories, tutti serializzati prima di essere raccolti in tankōbon), intitolati Side Arms.
La serializzazione delle storie brevi inizia a maggio 1998 nel numero di luglio della rivista Gekkan Dragon Magazine (Mensile Dragon Magazine) dell'editore Fujimi Shobo. La serializzazione delle short stories termina quasi dodici anni dopo a gennaio 2010 nel numero di marzo: è il 300° dall'avvio della rivista e Gatō celebra l'evento scrivendo un'esilarante storia breve che vede protagonisti ben trecento Bonta-kun impegnati in una battaglia simile a quella avvenuta alle Termopili tra Greci e Persiani nel 480 a.C.. La pubblicazione in formato tascabile delle raccolte di storie brevi inizia il 17 dicembre 1998 da parte di Fujimi Shobo con etichetta Fujimi Fantasia Bunko (Libreria Fujimi Fantasia) e termina col nono volume il 20 agosto 2011, quasi tredici anni dopo.
La pubblicazione in formato tascabile della storia principale inizia il 18 settembre 1998 sotto la stessa etichetta e termina il 20 agosto 2010 col dodicesimo volume, quasi dodici anni dopo. Di questi il 6°, 7°, 8° e 9° sono preceduti dalla serializzazione dei loro capitoli su Gekkan Dragon Magazine tra maggio 2002 e gennaio 2007.
La serializzazione delle side stories avviene su Gekkan Dragon Magazine tra dicembre 2001 e novembre 2005, la loro pubblicazione in volumetti con etichetta Fujimi Fantasia Bunko invece ad aprile 2004 e luglio 2006.

### Manga

Copertina del primo volume dell'edizione italiana del manga Full Metal Panic!

Esistono anche sei serie di fumetti ispirate ai romanzi, due originali. 
Full Metal Panic!: prima serie originale, disegnata da Retsu Taeteo. Corrisponde ai romanzi 1-3 ed alla prima serie animata. Pubblicata in Giappone da Fujimi Shobō con etichetta Dragon Comics Age dal 9 agosto 2003 al 27 marzo 2006 ed in Italia da Panini Comics tramite Planet Manga nella collana Manga Universe tra il 2004 ed il 2006. Il primo numero è stato ristampato l'11 febbraio 2010. La seconda edizione italiana (collana Manga Saga, 2016) differisce per l'assenza dalla copertina frontale del cerchietto giallo recante la scritta "GRANDE SUCCESSO TV".
Full Metal Panic! Sigma: seconda serie originale, disegnata da Hiroshi Ueda. Corrisponde ai romanzi 4-12 ed alla serie animata Full Metal Panic! The Second Raid (che a sua volta è basata sulle vicende dei romanzi 4-5). Pubblicata in Giappone da Fujimi Shobo con etichetta Dragon Comics Age dal 9 aprile 2005 al 9 settembre 2013 ed in Italia da Panini Comics tramite Planet Manga nella collana Manga Top tra il 2008 ed il 2014. Sono stati ristampati i numeri 1-4 e 14.
Full Metal Panic! Comic Mission: primo remake di Full Metal Panic! ad opera di Retsu Taeteo, è stato pubblicato in Italia da J-Pop nel 2011. 
Full Metal Panic! 0: secondo remake di Full Metal Panic!, da cui differisce unicamente nei disegni (di Tetsurō Kasahara). Pubblicato in Giappone sulla rivista Monthly Dragon Age ed in volumi da Fujimi Shobo con etichetta Dragon Comics Age a partire dal 2013. Pubblicato in Italia da Panini Comics tramite Planet Manga nella collana Blue dal 2016. 
Ikinari! Full Metal Panic!: serie slapstick disegnata da Tomohiro Nagai, pubblicata negli USA da ADV Manga col titolo Full Metal Panic! Overload!. Il volume autoconclusivo Full Metal Panic! Surplus, realizzato con materiale avanzato dalla serie, è inedito al di fuori del Giappone.

### Anime

Sigla iniziale

Dalla storia principale sono state tratte finora due serie animate (Full Metal Panic! e Full Metal Panic! The Second Raid), mentre dalle storie brevi deriva la serie umoristica Full Metal Panic? Fumoffu, intrisa di gag e situazioni paradossali in ambiente scolastico. Un OAV di Full Metal Panic! The Second Raid, dal titolo Wari to hima na sentaichō no ichinichi (Un giorno relativamente tranquillo del colonnello) è uscito il 26 maggio 2006. Quest'ultima opera ha come protagonista il colonnello Teletha Testarossa, ed è di genere umoristico. In verità, il lancio televisivo della prima stagione dell'anime era in programma per la fine del 2001, nonostante l'intenzione originale fosse di iniziare la trasmissione nel 1998, anno di debutto dei romanzi (fu a causa della situazione di Corea e Medioriente, zone citate nella serie di romanzi, che si preferì il 2001), ma a causa degli argomenti trattati (guerriglia in medio-oriente, dirottamento aereo e vari) e dei ben famosi fatti dell'11 settembre la distribuzione è stata posticipata all'anno seguente ed alcune parti modificate: mentre nei romanzi Sōsuke Sagara combatte come guerrigliero in Afghanistan nell'anime combatte in Helmajistan, un paese fittizio nella regione mediorientale ed il dirottamento aereo avvenuto durante la gita di classe si verifica nella fittizia Regione autonoma di Khanka anziché in Corea. La prima serie comporta anche un errore nella trama: la ragazza che compare nella prima puntata e che viene salvata dal team degli Uruz, verrà data per morta (vengono mostrati dei fotogrammi in cui la donna era impiccata) quando in verità è ancora viva, e ricompare nei romanzi, seppure per breve tempo e con un ruolo molto marginale.
Il 24 ottobre 2015 in un incontro con i fan tenutosi durante la manifestazione Fantasia Bunko Big Thanksgiving 2015, cui hanno partecipato l'autore Shōji Gatō, la doppiatrice della protagonista Kaname Chidori e quella di Teresa Testarossa, è stato annunciato che era in programma un nuovo progetto animato legato a Full Metal Panic!. Nel 2018 è stata annunciata la quarta serie animata dal titolo Full Metal Panic! Invisible Victory, trasmessa a partire dal 13 aprile sulla rete giapponese AT-X e in streaming su AbemaTV per un totale di 12 episodi.

#### Episodi
| Nº | Titolo italiano Giapponese 「Kanji」 - Rōmaji                                                                   | In onda          | In onda          |
| Nº | Titolo italiano Giapponese 「Kanji」 - Rōmaji                                                                   | Giapponese       | Italiano         |
| 1  | Il tipo che mi dà da pensare è un sergente 「気になるあいつは軍曹」 - Ki ni naru aitsu wa gunsō                 | 8 gennaio 2002   | 7 ottobre 2003   |
| 2  | Voglio proteggerti 「守ってあげたい」 - Mamotte agetai                                                          | 15 gennaio 2002  | 14 ottobre 2003  |
| 3  | Lingerie panic 「ランジェリー·パニック」 - Ranjerī panikku                                                      | 22 gennaio 2002  | 21 ottobre 2003  |
| 4  | Kidnap 「キッド·ナップ」 - Kiddo nappu                                                                          | 29 gennaio 2002  | 28 ottobre 2003  |
| 5  | Whispered 「囁かれし者(ウィスパード)」 - Sasayakareshi mono (Wisupādo)                                          | 5 febbraio 2002  | 4 novembre 2003  |
| 6  | Still Alive 「STILL ALIVE」                                                                                     | 12 febbraio 2002 | 11 novembre 2003 |
| 7  | Boy Meets Girl 「ボーイ·ミーツ·ガール」 - Bōi Mītsu Gāru                                                        | 19 febbraio 2002 | 18 novembre 2003 |
| 8  | Part-time steady 「パートタイム·ステディ」 - Pātotaimu sutedi                                                   | 26 febbraio 2002 | 25 novembre 2003 |
| 9  | La pericolosa base operativa 「あぶないセーフハウス」 - Abunai sēfu hausu                                       | 5 marzo 2002     | 2 dicembre 2003  |
| 10 | Run running run 「ラン·ランニング·ラン」 - Ran ranningu ran                                                     | 12 marzo 2002    | 9 dicembre 2003  |
| 11 | Il risveglio del behemoth 「ベヘモス覚醒」 - Behemosu kakusei                                                   | 19 marzo 2002    | 16 dicembre 2003 |
| 12 | One Night Stand 「ワン·ナイト·スタンド」 - Wan Naito Sutando                                                    | 26 marzo 2002    | 23 dicembre 2003 |
| 13 | Il rock & roll del gatto e del gattino 「猫と子猫のR&R(ロックンロール)」 - Neko to koneko no R & R (rokkunrōru) | 2 aprile 2002    | 30 dicembre 2003 |
| 14 | Grande entusiasmo a Narashino 「習志野は燃えているか?」 - Narashino wa moete iru ka?                            | 9 aprile 2002    | 6 gennaio 2004   |
| 15 | Il vento che danza in patria - Parte iniziale 「故郷に舞う風·前編」 - Kokyō ni mau kaze zenpen                  | 16 aprile 2002   | 13 gennaio 2004  |
| 16 | Il vento che danza in patria - Parte centrale 「故郷に舞う風·中編」 - Kokyō ni mau kaze chūhen                  | 23 aprile 2002   | 20 gennaio 2004  |
| 17 | Il vento che danza in patria - Parte finale 「故郷に舞う風·後編」 - Kokyō ni mau kaze kōhen                     | 30 aprile 2002   | 27 gennaio 2004  |
| 18 | Un party in fondo al mare 「深海パーティ」 - Shinkai Pāti                                                       | 7 maggio 2002    | 3 febbraio 2004  |
| 19 | Engage • Six • Seven 「エンゲージ·シックス·セブン」 - Engēji Shikkusu Sebun                                     | 14 maggio 2002   | 10 febbraio 2004 |
| 20 | Il fuoco del Venom 「ヴェノムの火」 - Venomu no hi                                                              | 21 maggio 2002   | 17 febbraio 2004 |
| 21 | Deep Trap 「ディープ·トラップ」 - Dīpu Torappu                                                                  | 28 maggio 2002   | 24 febbraio 2004 |
| 22 | Jack in the Box 「ジャック·イン·ザ·ボックス」 - Jakku in za Bokkusu                                             | 4 giugno 2002    | 2 marzo 2004     |
| 23 | Il campo dei giganti 「巨人のフィールド」 - Kyojin no fīrudo                                                    | 11 giugno 2002   | 9 marzo 2004     |
| 24 | Into the Blue 「イントゥ·ザ·ブルー」 - Intu za Burū                                                             | 18 giugno 2002   | 16 marzo 2004    |

#### Colonna sonora
- Sigla iniziale: Tomorrow - eseguita da Mikuni Shimokawa
- Sigla finale: Karenai Hana - eseguita da Mikuni Shimokawa

#### Doppiaggio
- Doppiaggio italiano: CAST Doppiaggio, registrato presso SEFIT-CDC
- Direttori del doppiaggio: Massimiliano Alto e Gualtiero Cannarsi
- Assistente al doppiaggio: Riccardo Rinaldi
- Traduzioni: Laura Valentini
- Dialoghi: Barbara Chies

| Personaggio               | Doppiatore originale                             | Doppiatore italiano                                    |
| ------------------------- | ------------------------------------------------ | ------------------------------------------------------ |
| Sōsuke Sagara             | Tomokazu Seki Haruka Fujimoto (da bambino)       | Simone D'Andrea Laura Cosenza (da bambino)             |
| Kaname Chidori            | Satsuki Yukino                                   | Perla Liberatori                                       |
| Kurz Weber                | Shin'ichirō Miki                                 | Massimiliano Alto Francesco Pezzulli (The Second Raid) |
| Melissa Mao               | Michiko Neya                                     | Barbara De Bortoli                                     |
| Teresa "Tessa" Testarossa | Yukana Nogami                                    | Letizia Ciampa                                         |
| Andrey Kalinin            | Akio Ōtsuka                                      | Leslie La Penna                                        |
| Richard Mardukas          | Tomomichi Nishimura                              | Dario De Grassi                                        |
| Gauron                    | Masahiko Tanaka                                  | Roberto Draghetti                                      |
| Kyouko Tokiwa             | Ikue Kimura                                      | Federica De Bortoli                                    |
| Shinji Kazama             | Mamiko Noto                                      | Alessio De Filippis                                    |
| Mayoko Uchida             | Tomoe Hanba                                      | Eleonora Reti                                          |
| Ryo Kojima                | Isao Yamagishi                                   | Simone Crisari                                         |
| Addetto Sonar             | Isao Yamagishi                                   | Marco De Risi                                          |
| Maya Mukai                | Shiho Kikushi                                    | Letizia Scifoni                                        |
| Koh                       | Hisao Egawa                                      | Antonio Palumbo                                        |
| A.I.                      | Jun Fukuyama                                     | Antonio Palumbo                                        |
| Shota Sakamoto            | Jun Fukuyama                                     | Luigi Morville                                         |
| Hiroshi Kasuya            | Jun Fukuyama                                     | Leonardo Graziano                                      |
| Ai Tanabe                 | Chiaki Takahashi                                 | Ilaria Giorgino                                        |
| Shiori Kudo               | Chiaki Takahashi                                 | Micaela Incitti                                        |
| Tanami Isomura            | Mikako Takahashi                                 | Valeria Vidali                                         |
| Eri Kagurazaka            | Rio Natsuki                                      | Giò-Giò Rapattoni                                      |
| A.I.                      | Yukari Tamura                                    | Patrizia Bracaglia                                     |
| Figlia                    | Yukari Tamura                                    | Valeria Vidali                                         |
| Dana                      | Kazusa Murai                                     | Rachele Paolelli                                       |
| Shouko Midorikawa         | Kazusa Murai                                     | Francesca Manicone                                     |
| Gray                      | Kazusa Murai                                     | Giorgia Lepore                                         |
| Satoru Shirai             | Katsuyuki Konishi                                | Alessandro Quarta                                      |
| Manami Akagi              | Haruka Shimazaki                                 | Ilaria Giorgino                                        |
| Mizuki Inaba              | Sayuri Yoshida                                   | Alida Milana                                           |
| Takuma Kugayama           | Susumu Chiba                                     | Stefano Crescentini                                    |
| Seina                     | Mayumi Asano                                     | Cristiana Rossi                                        |
| Terroristi sull'aereo     | Hiroshi Matsumoto Takehiro Murozono Yuki Matsuda | Mario Bombardieri Gabriele Trentalance Mauro Magliozzi |
| Barista                   | Kousei Hirota                                    | Luciano Turi                                           |
| Capitano Taylor           | Kousei Hirota                                    | Stefano De Sando                                       |
| Meccanico                 | Hiroshi Matsumoto                                | Massimiliano Plinio                                    |
| Ufficiale                 | Hiroshi Matsumoto                                | Roberto Certomà                                        |
| Takenaka                  | Hiroshi Matsumoto                                | Edoardo Nordio                                         |
| Kosuge                    | Yoshio Kawai                                     | Giuliano Santi                                         |
| Shintaro Kazama           | Ikuya Sawaki                                     | Carlo Valli                                            |
| Ryunosuke Akagi           | Tetsu Inada                                      | Fabio Boccanera                                        |
| Andy                      | Yūji Takada                                      | Giorgio Locuratolo                                     |
| Zaied                     | Takehito Koyasu                                  | Massimo De Ambrosis                                    |
| Botist                    | Katsuhiro Kitagawa                               | Saverio Moriones                                       |
| Jackson                   | Hidenari Ugaki                                   | Gianluca Tusco                                         |
| Bill Bryant               | Kazuhiro Nakata                                  | Stefano Mondini                                        |
| Subordinati               | Makoto Naruse Hirofumi Tanaka                    | Marco De Risi Gabriele Trentalance                     |
| Savage                    | Takayasu Usui Hirofumi Tanaka Isao Yamagishi     | Gabriele Trentalance Gaetano Lizzio Marco De Risi      |
| Gail McAllen              | Ryuichi Ogawa                                    | Rodolfo Bianchi                                        |
| Lian Shaopin              | Tomokazu Sugita                                  | Corrado Conforti                                       |
| Ed Olmos                  | Takehiro Murozono                                | Sergio Romanò                                          |
| Jimmer                    | Takehiro Murozono                                | Achille D'Aniello                                      |
| Edward Sachs              | Takehiro Murozono                                | Gabriele Martini                                       |
| Col. Estis                | Hiroshi Naka                                     | Pierluigi Astore                                       |
| John Danigan              | Yoshiyuki Kaneko                                 | Ennio Coltorti                                         |
| Guen Bien Bo              | Ren Iwamatsu                                     | Franco Mannella                                        |
| Goldberry                 | Kujira                                           | Stefania Romagnoli                                     |
| Nora Lemming              | Yuriko Yamaguchi                                 | Roberta Pellini                                        |
| Gen. Jakins               | Yoshito Ishinami                                 | Michele Kalamera                                       |
| Godart                    | Takayasu Usui                                    | Luigi Ferraro                                          |
| Dottoressa                |                                                  | Sabrina Duranti                                        |
| Direttore Suminov         |                                                  | Silvio Anselmo                                         |
| Takada                    |                                                  | Angelo Evangelista                                     |
| Kozue Nishino             |                                                  | Francesca Caldarone                                    |
| Yosuke Kobayashi          |                                                  | Luca Graziani                                          |
| Terrorista                |                                                  | Gianluca Machelli                                      |

## Serie successive
- Full Metal Panic? Fumoffu (12 episodi)
- Full Metal Panic! The Second Raid (13 episodi)
- Wari to hima na sentaichō no ichinichi (episodio OAV)
- Episodi di Full Metal Panic! Invisible Victory (12 episodi)

### Altri spin-off
Tra le più recenti opere legate all'universo narrativo di Full Metal Panic! si annovera la serie di romanzi spin-off Full Metal Panic! Another scritta da Naoto Ōguro, con la supervisione di Shōji Gatō e le illustrazioni di Shiki Douji e pubblicata in volumetti in Giappone da Fujimi Shobo con etichetta Fujimi Fantasia Bunko dal 20 agosto 2011 al 20 febbraio 2016 per un totale di tredici numeri, precedentemente serializzati su Gekkan Dragon Magazine. La trasposizione manga di questa serie ad opera di Yō Taichi è iniziata il 26 marzo 2012 in Giappone ad opera di Kadokawa Shoten con etichetta Kadokawa Comics Ace e precedente serializzazione su Newtype Ace ed è ancora in corso. Panini Comics ha pubblicato tramite Panini Comics la prima serie omonima che costituisce questo adattamento tra il 25 settembre 2014 e l'8 ottobre 2015. Non ci sono ancora notizie riguardo alla traduzione della seconda serie intitolata Full Metal Panic! Another Sigma.

### Live action
Nell'aprile del 2009, la Mandalay Pictures ha acquistato i diritti della serie di romanzi per produrre un adattamento cinematografico.

### Videogioco
Nel 2018 e stato creato il videogioco Full Metal Panic! Fight!

## Accoglienza
Manuel Crispo di Everyeye.it citò Full Metal Panic! come una delle migliori serie anime tratte dalle light novel.